# ヨウ素酸水銀
ヨウ素酸水銀（ヨウそさんすいぎん、英 mercury iodate）は水銀のヨウ素酸塩で、一価と二価のものが知られている。

## ヨウ素酸水銀(I)
硝酸水銀(I)溶液にヨウ素酸を加え、沈殿物を得る。希塩酸に可溶だが、低温の硝酸やヨウ素酸塩溶液には不溶。アンモニア水で分解し、ヨウ素酸水銀アミドを生じる。

## ヨウ素酸水銀(II)
硝酸水銀(II)溶液にヨウ素酸ナトリウムを加え、沈殿物を得る。無機酸、塩化アンモニウムおよびハロゲン化アルカリに可溶。有毒。